# Betrieb für Bergbauausrüstungen Aue

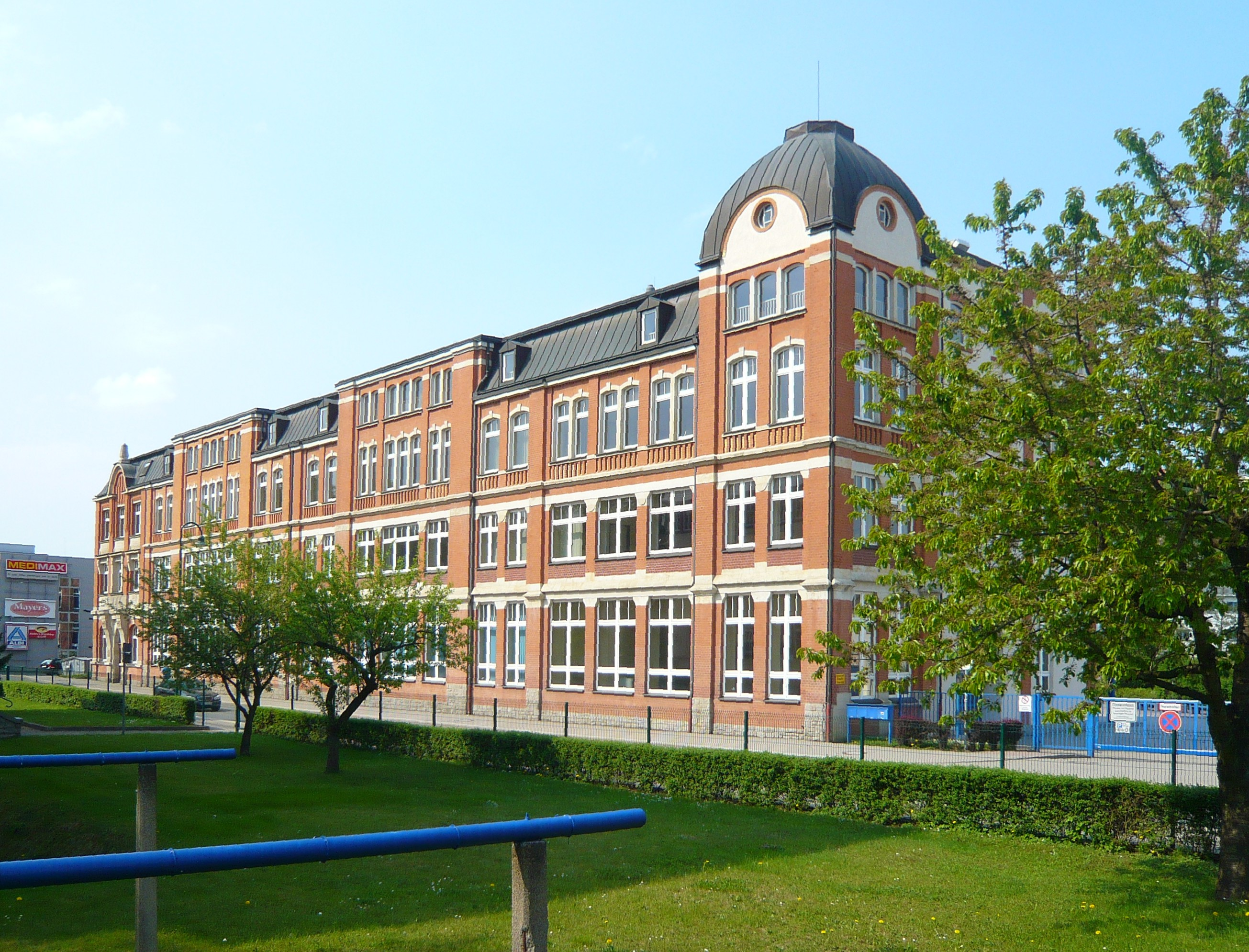
Verwaltungsgebäude,
seit 1993 berufliches Schulzentrum

Der Betrieb für Bergbauausrüstungen Aue (BBA) war ein Bergbauzubehörhersteller der Wismut AG/SDAG Wismut in Aue in Sachsen. Er geht auf die Firma Hiltmann & Lorenz zurück und wurde 1992 liquidiert. Die Gebäude werden nachgenutzt.

## Geschichte

### Vorläuferbetrieb: Hiltmann & Lorenz
Die Firma Hiltmann & Lorenz (HiLo) wurde 1879 durch zwei ehemalige Mitarbeiter der Firma Erdmann Kircheis, die Schlosser Gustav Hiltmann und Bernhard Lorenz gegründet. Das Produktionsprofil umfasste die Herstellung von Maschinen zur Blech-, Metall- und Holzbearbeitung.
Am 14. April 1911 wurde das Unternehmen in eine Aktiengesellschaft umgewandelt und zum 14. Juni 1911 als solche eingetragen. Im September 1928 kauften Hiltmann und Lorenz das Zweigwerk der Zwickauer Maschinenfabrik AG (vormals Fa. Gustav Toelle Blechbearbeitungsmaschinen) in Niederschlema. Am 20. Januar 1932 musste das Unternehmen aufgrund wirtschaftlicher Schwierigkeiten die Zahlungen einstellen und beantragte ein gerichtliches Vergleichsverfahren. Dieses Verfahren wurde am 17. März 1932 bestätigt und das Unternehmen galt damit als saniert.
Nach Ende des Krieges, im Sommer 1945, beschlagnahmte die SMAD den Betrieb und befahl die Demontage der Anlagen. Die Demontage für die Reparationen  an die Sowjetunion  begann am 5. August 1945. Bis März 1946 wurden in beiden Betriebsteilen 98 Prozent aller Einrichtungen abgebaut und abtransportiert. Noch während der Demontage wurde aber mit der Reparatur von Eisenbahnwaggons der Betrieb wieder aufgenommen. In der Folge begann der Wiederaufbau der Werke und die Produktion auf Basis der ehemaligen Produktpalette. Analog wurden bereits erste Aufträge für die Wismut AG ausgeführt. Die bereits angelaufene Produktion übernahm die Pressen- und Scherenbau Henry Pels in Erfurt. 
Am 1. Januar 1949 wurde die Firma Hiltman & Lorenz AG liquidiert und dem Land Sachsen treuhänderisch übertragen.

### Werk Metallist / Werk512
Die beiden Betriebsteile von HiLo wurden zum 1. Juni 1949 in die Wismut AG als eigene Betriebe mit dem Namen AG Wismut Werk Metallist (Aue) und AG Wismut Werk Strehla (Niederschlema) eingegliedert. Am 1. Februar 1950 wurde die Bezeichnung des Auer Werkes in AG Wismut Werk 512 geändert.
Zur Vereinheitlichung der Verwaltung der Wismut-Zulieferbetriebe sowie der mechanischen Betriebe entstand 1948 das Objekt 34, dem schrittweise nachfolgende Betriebe unterstellt wurden:
- Werk 501 in Hohenstein-Ernstthal, Fertigung und Reparatur von Kreiselpumpen
- Werk 505 in Aue, Fertigung und Reparatur von Bohr- und Pickhämmern
- Werk 512 in Aue, Fertigung und Reparatur von Bergbaumaschinen
- Werk 519 in Schlema, Fertigung von Bohrgestänge für die geologische Bohrung
- Werk 527 in Grünhain, Fertigung von Elektromotoren
- Werk 536 in Cainsdorf, Stahl- und Maschinenbau
- Gießerei Fackel in Zwickau, Fertigung von Graugußerzeugnissen
- Montagekontor in Cainsdorf, Montage der Ausrüstungen in den Bergbau- und Aufbereitungsbetrieben.

Am 1. Februar 1951 wurden die Werke 501, 505, 519 und 527 aufgelöst und in das Werk 512 integriert. Die Fertigung der Elektromotoren und Bohrgestänge verblieben als eigenständige Abteilungen in Schlema und Grünhain. Mit der Auflösung des Objekts 34 am 31. Dezember 1960 wurde das Werk 512 wirtschaftlich selbstständig.

### Betrieb für Bergbauausrüstungen Aue (BBA)
Seit Anfang der sechziger Jahre produzierte das Werk 512 Bergbauausrüstungen nicht nur für Betriebe in der DDR, sondern auch für den Export. Daher erhielt der Betrieb am 1. Januar 1968 die Bezeichnung SDAG Wismut Betrieb für Bergbauausrüstungen Aue (BBA).

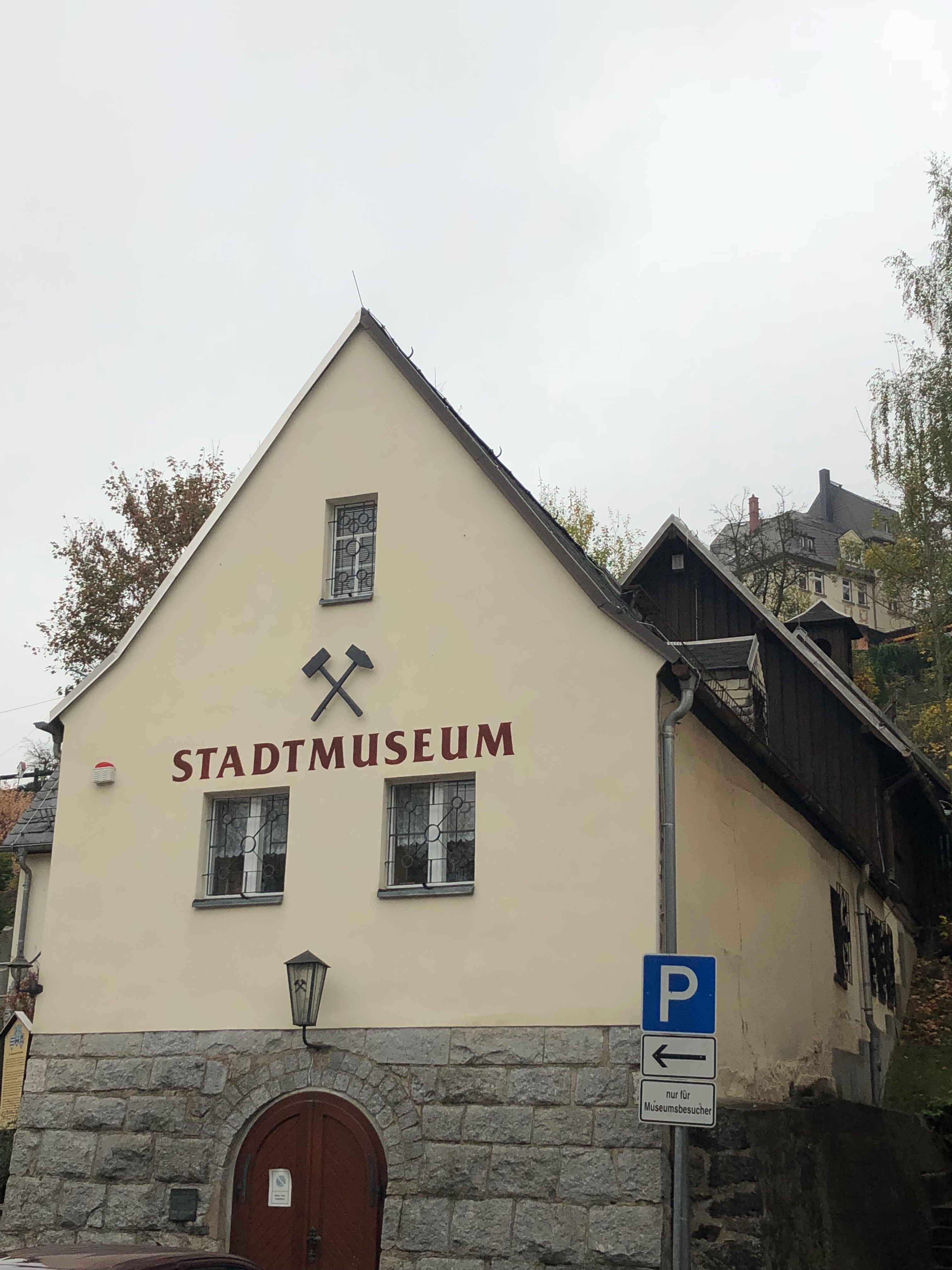
Stadtmuseum Aue, ehemaliges Huthaus

Der Betrieb beteiligte sich auch an Unternehmungen der Stadt, so hatten Angehörige des Bergbaubetriebes 09 und der BBA zum Jahr 1973 ein ehemaliges Huthaus in der Bergfreiheit rekonstruiert und ausgebaut, was einem Wert von etwa 700.000 Mark entsprach und ein Beitrag für die anstehende 800-Jahr-Feier der Stadt Aue war. Aus diesem Gebäude entwickelte sich nach der Wende das Stadtmuseum.
Im Jahre 1974 wurde im BBA eine geschützte Werkstatt mit 45 Arbeitsplätzen für ehemalige Bergleute eingerichtet.
Ein bemerkenswertes Element aus dem BBA waren die im Jahr 1977 auf den Eckpfeilern der Bahnhofsbrücke montierten Beleuchtungswürfel, die nach 1990 wieder abgebaut wurden.
Die Produktionskapazität des Betriebes musste entsprechend der Nachfrage ständig erweitert und technisch verbessert werden. Daneben kümmerte sich die Betriebsleitung auch um die Verbesserung der Arbeits- und Lebensbedingungen der Werktätigen – zu Beginn der 1980er Jahre konnte ein neues Mehrzweckgebäude auf dem Werksgelände seiner Bestimmung übergeben werden.

### Nach der deutschen Wiedervereinigung
Die deutsche Wiedervereinigung führte unter anderem zur Auflösung der Wismut in ihren bisherigen Strukturen. Am 1. Januar 1992 wurde die Deutsche Fertigungs- und Anlagenbaugesellschaft mbH (DFA) gegründet, die alle Nebenbetriebe der Wismut vereinte. Aufgrund des Absatzrückgangs bei Bergbauausrüstungen, bedingt durch die schlagartige Einstellung nahezu des gesamten untertägigen Bergbaus der DDR, und dem Fehlen eines Investors wurde der BBA Aue noch im Jahr 1992 liquidiert.
Schulzentrum
Die Stadtverwaltung Aue ließ die Gebäude innen und außen sanieren. Anschließend, im Jahr 1993 wurde der verbliebene Komplex Standort für das neue Berufsschulzentrum für Technik, das den Namen Erdmann Kircheis trägt.

## Produkte

### Übersicht
Der BBA stellte Bergbaugeräte und -ausrüstungen her, die im Uranerzbergbau der SDAG Wismut benötigt wurden. Dazu gehörten unter anderem Grubenlüfter, Bohrhämmer, Bohrstützen, Bohrwagen, Bunkerlader, Überkopflader, Fahrlader, Grubenloks, Elektromotoren und Schalt- und Steueranlagen.
Ein wichtiger Bereich innerhalb des Betriebes war die Reparaturabteilung, in der Schweißer, Schlosser, Dreher und andere Facharbeiter für die stetige Einsatzbereitschaft der Bergbauausrüstungen der Auer Gruben sorgten.

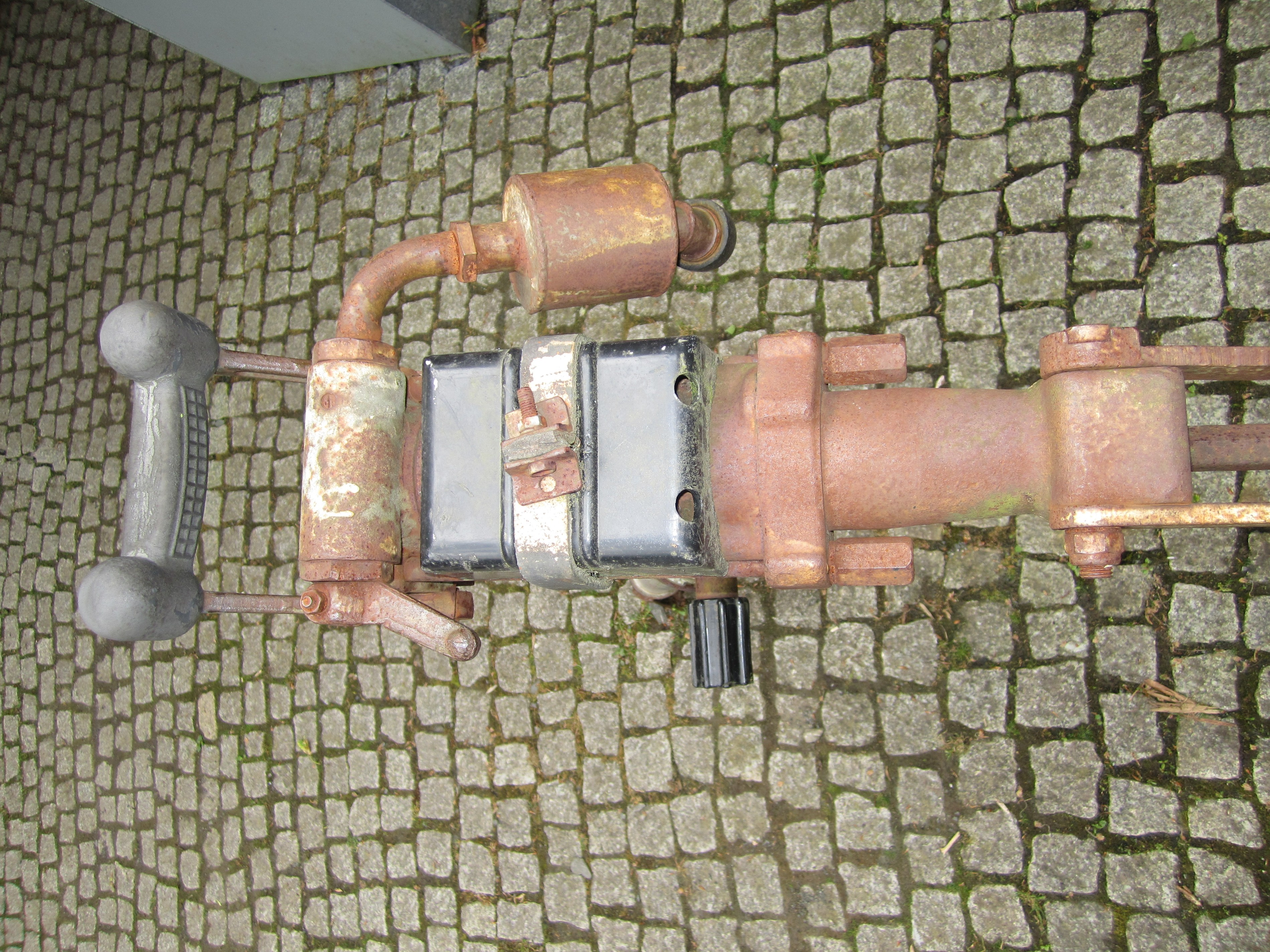
Bohrhammer BHS26S (Bohrhammer, stützengeführt, 26 kg, Spülkopfspülung)
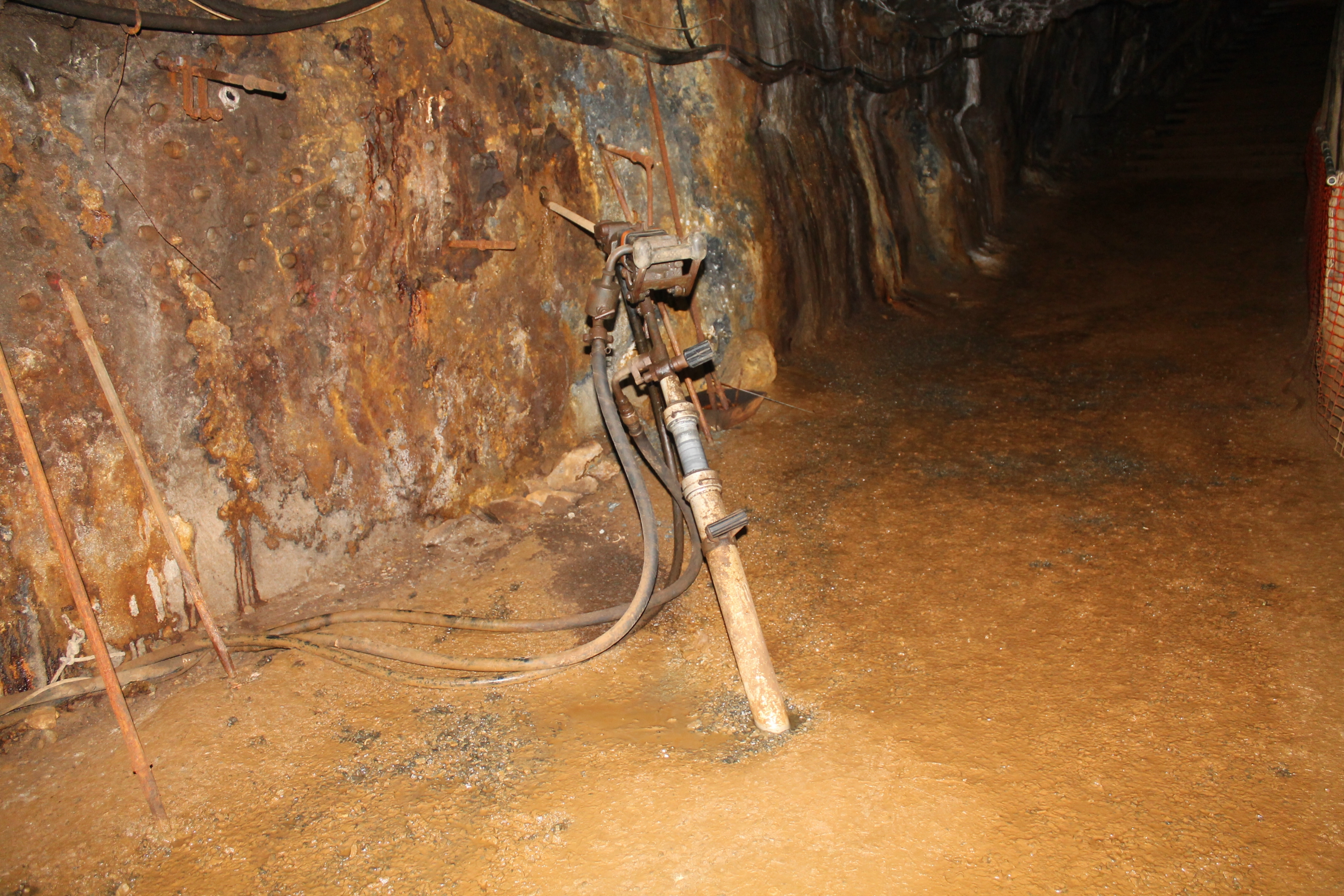
Bohrstütze BS 62/77, mit Bohrhammer
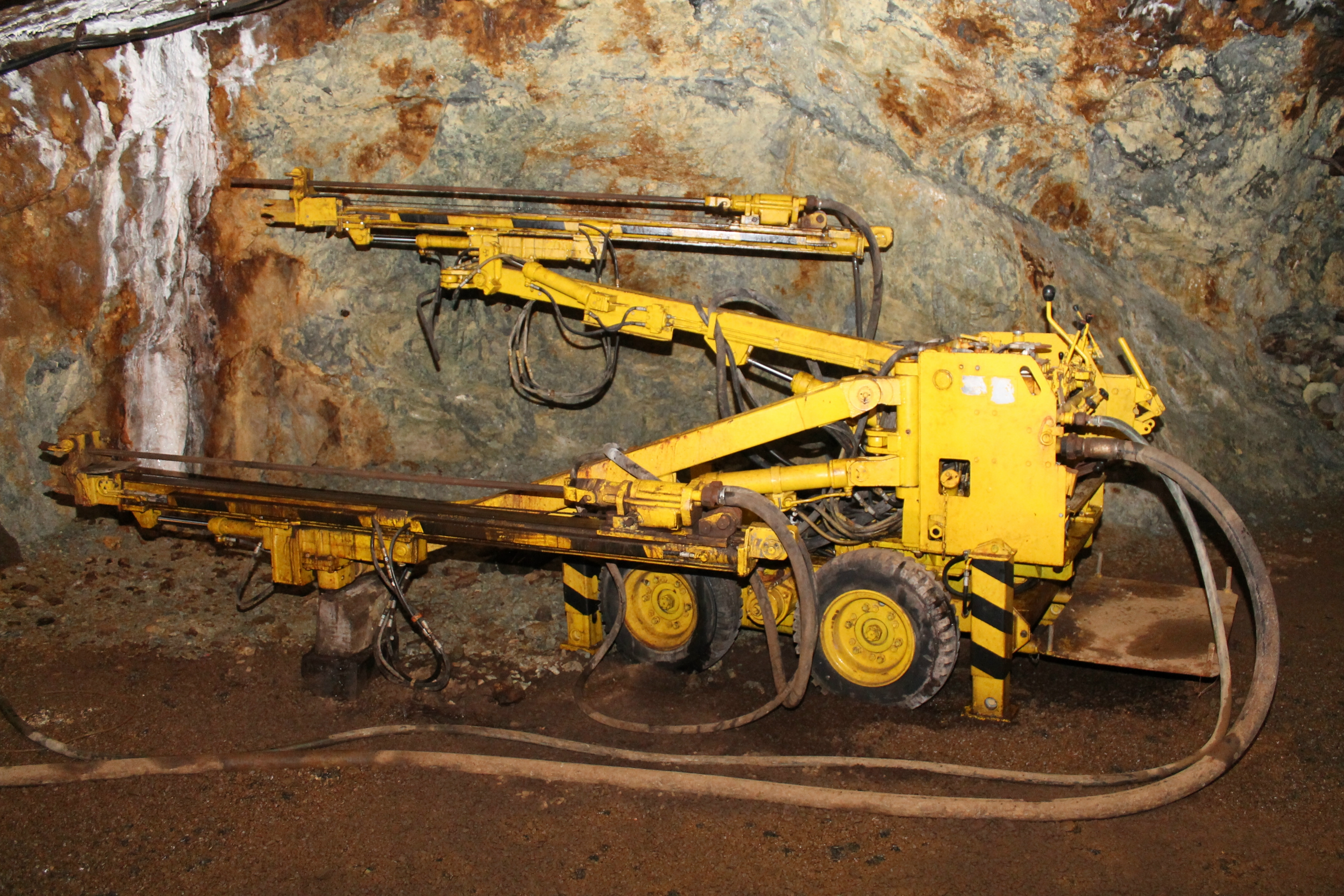
Abbaubohrwagen BWA 3 (Bohrwagen, Abbau)
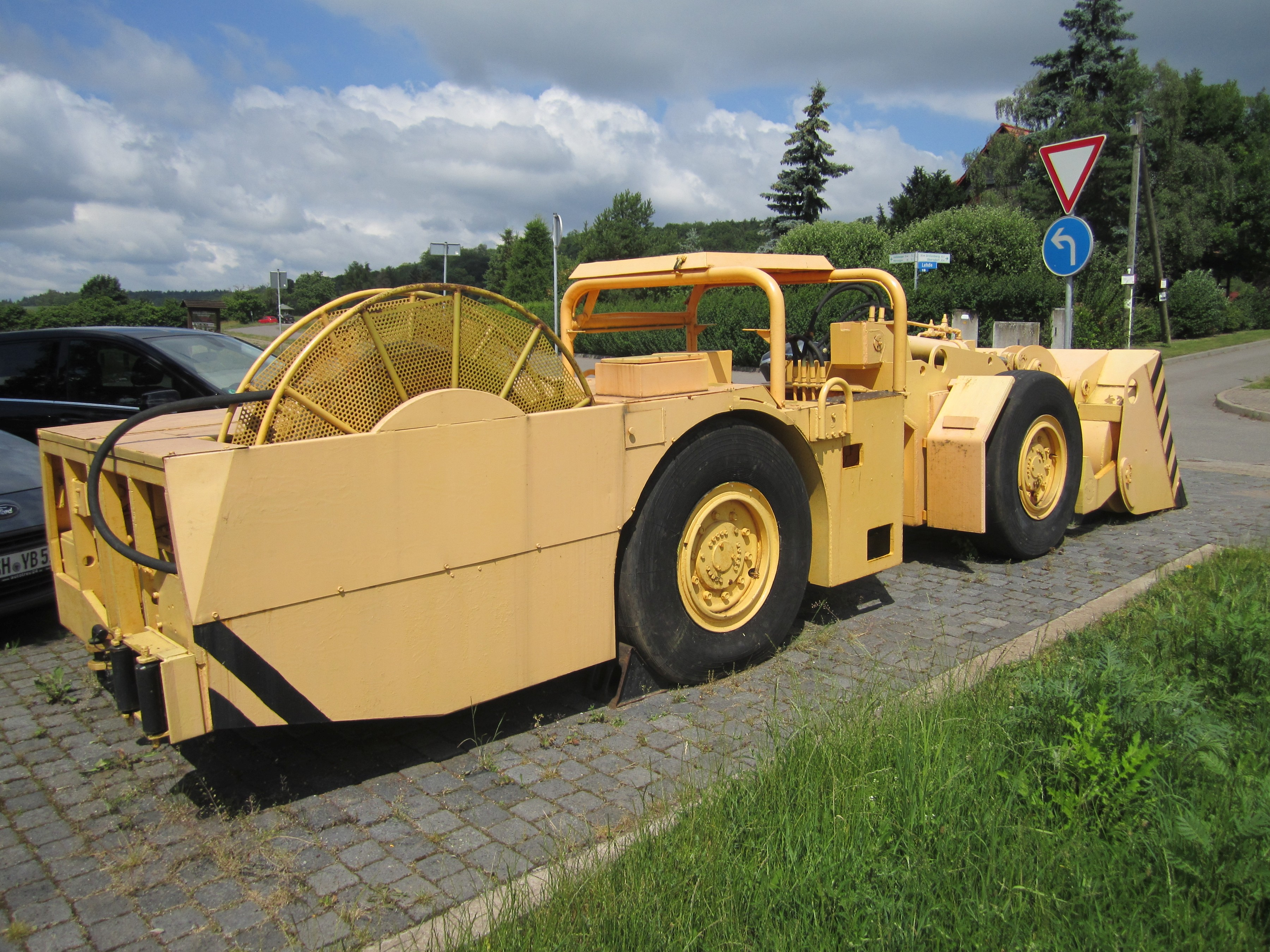
Fahrlader ULE 2 (Universallader, Elektroantrieb)
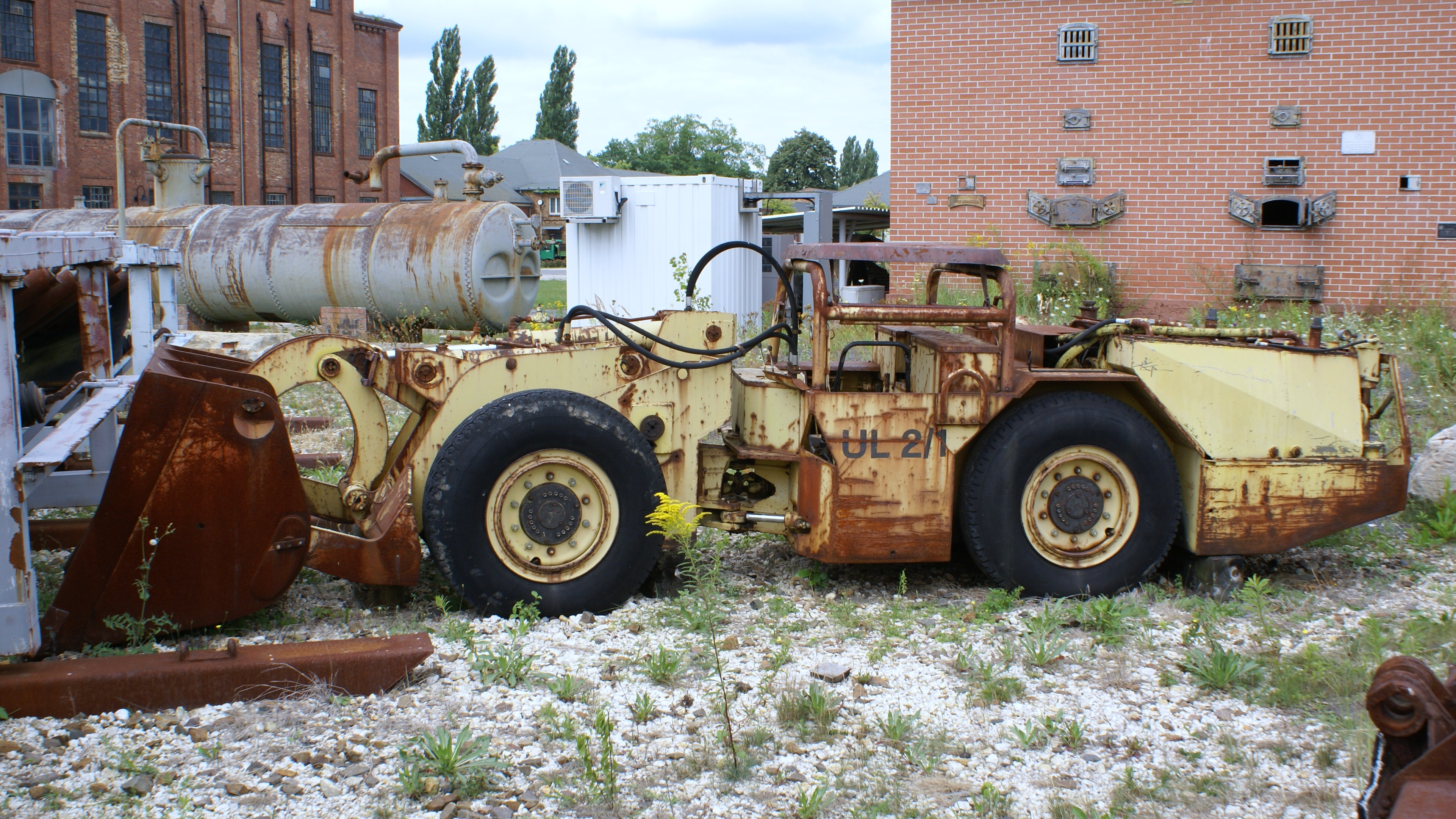
Fahrlader UL 2 (Universallader mit Dieselantrieb)

### Grubenlokomotiven
Die Produktion begann 1949 mit der Lokomotive Metallist. In der Folge wurden Akkuloks und Oberleitungsloks in den verschiedensten Varianten gebaut. Abgestimmt waren die verschiedenen Typen immer auf die Anforderungen der Bergbaubetriebe. Nicht jede veränderte Serie erhielt auch eine eigene Bezeichnung.
Die mit Buchstaben und Nummern bezeichneten verschiedenen Versionen sind:
- BBA Metallist (Akkulok)
- B 345 (Akkulok) für den Export in die CSSR
- B 346 (Akkulok), Export CSSR
- BBA B 360 (Akkulok)
- BBA B 660 (Tandem-Akkulok)
- BBA EL 61 (Tandem-Akkulok, für BB Drosen auch in 750 mm Spurweite)
- BBA EL 71 (Tandem-Akkulok)
- BBA EL 79 (Tandem-Akkulok)
- BBA EL 30 (Oberleitungslok)[10]
- BBA EL 30 T (Tandem-Oberleitungslok)
- BBA FA 860 (kombinierte Tandem-Oberleitungs-Akkulok)

Von 1952 bis zur Produktionseinstellung 1991 wurden ca. 2700 Loks gebaut. Diese wurden nicht nur in den Bergbaubetrieben der Wismut eingesetzt, sondern auch an andere Bergbau- und Industriebetriebe der DDR geliefert, sowie exportiert.

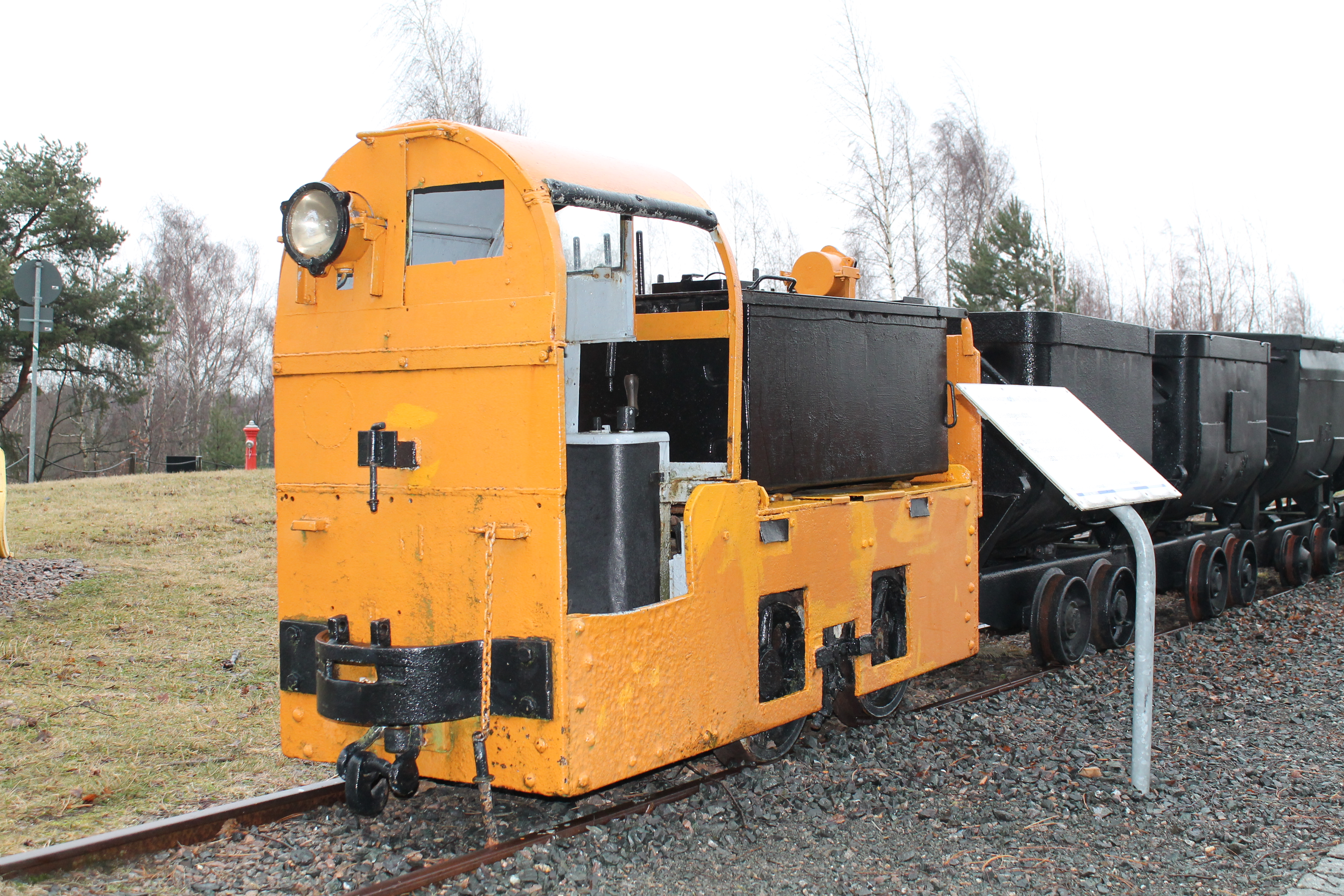
Metallist
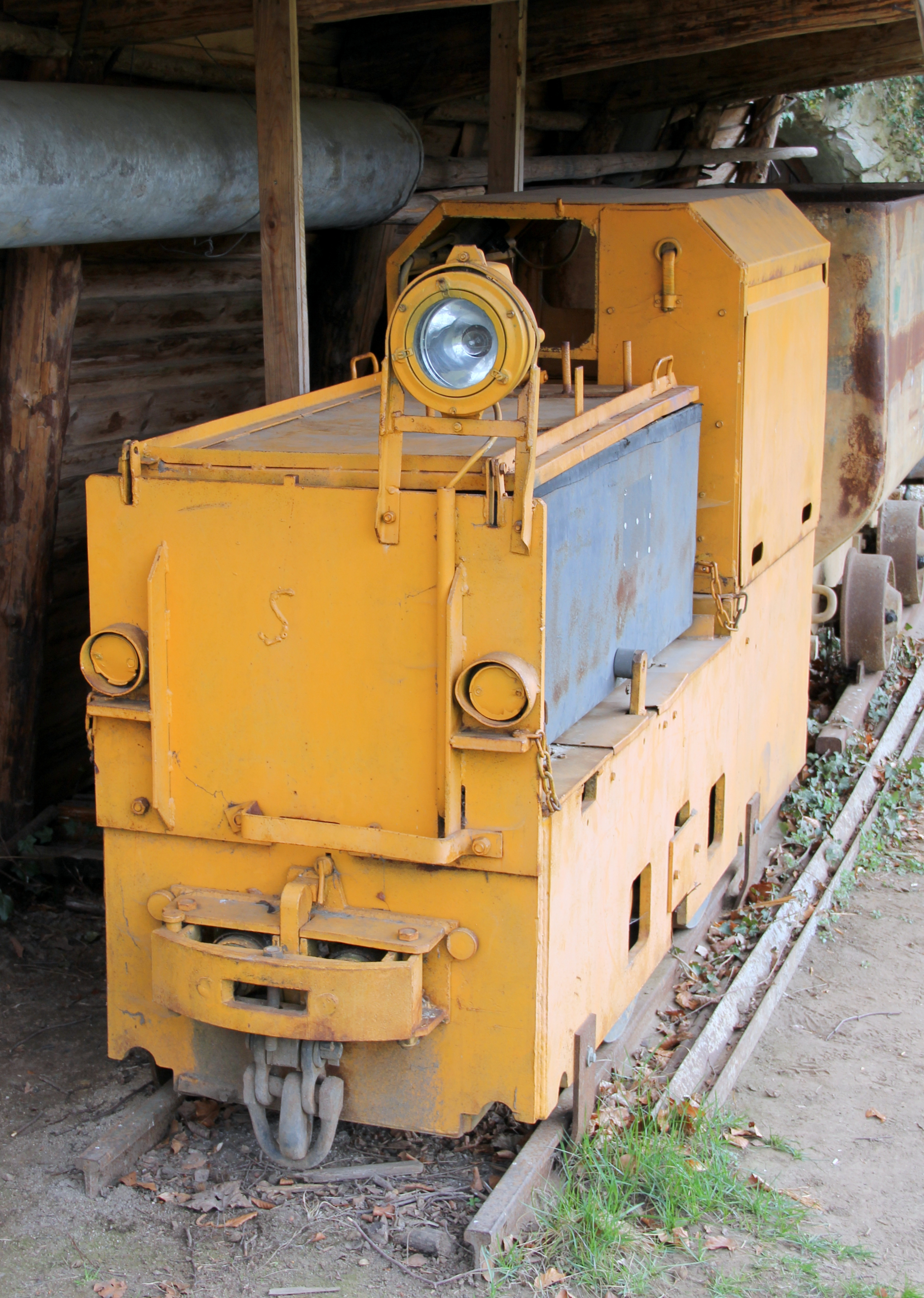
B360
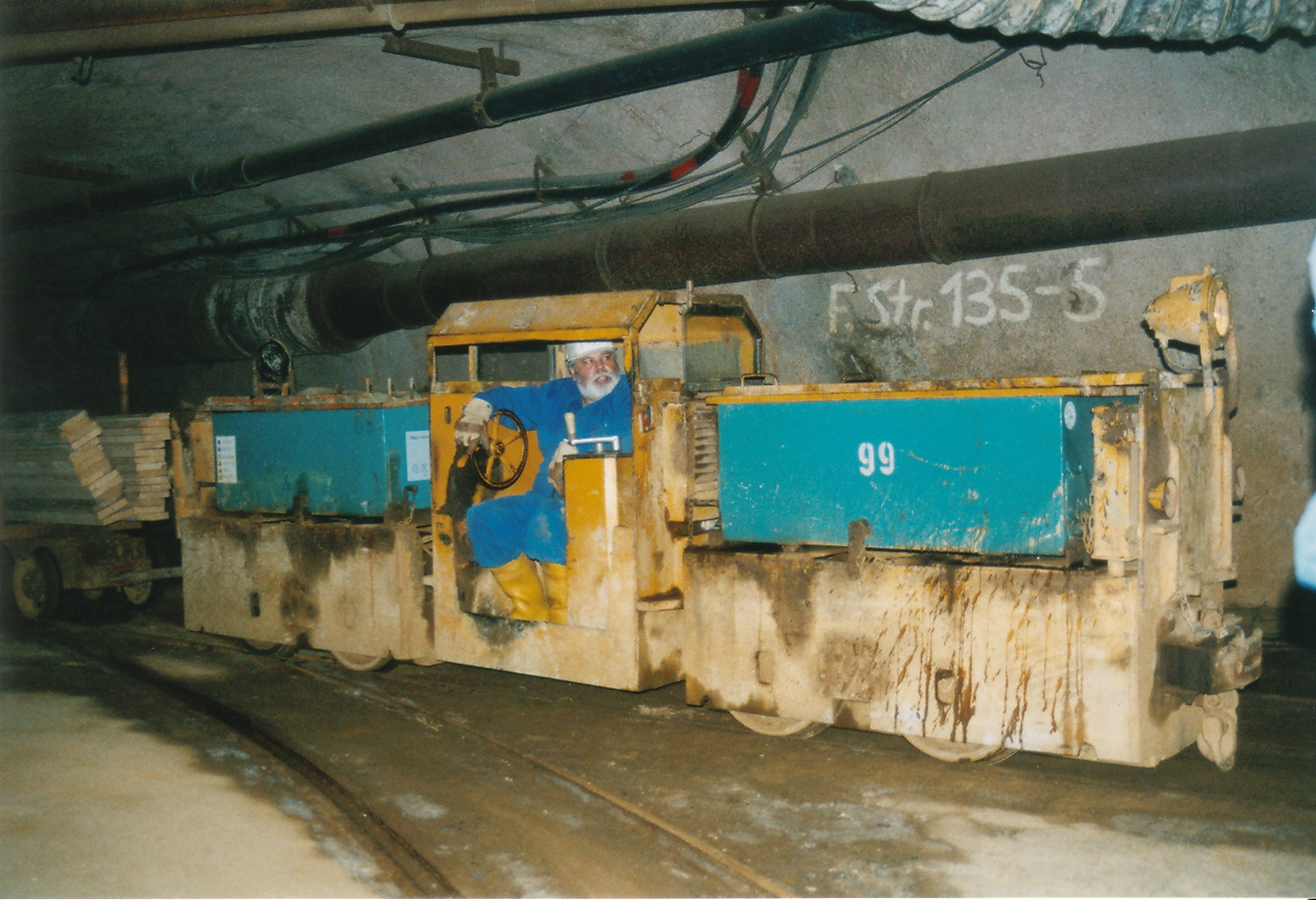
B 660

### Überkopflader

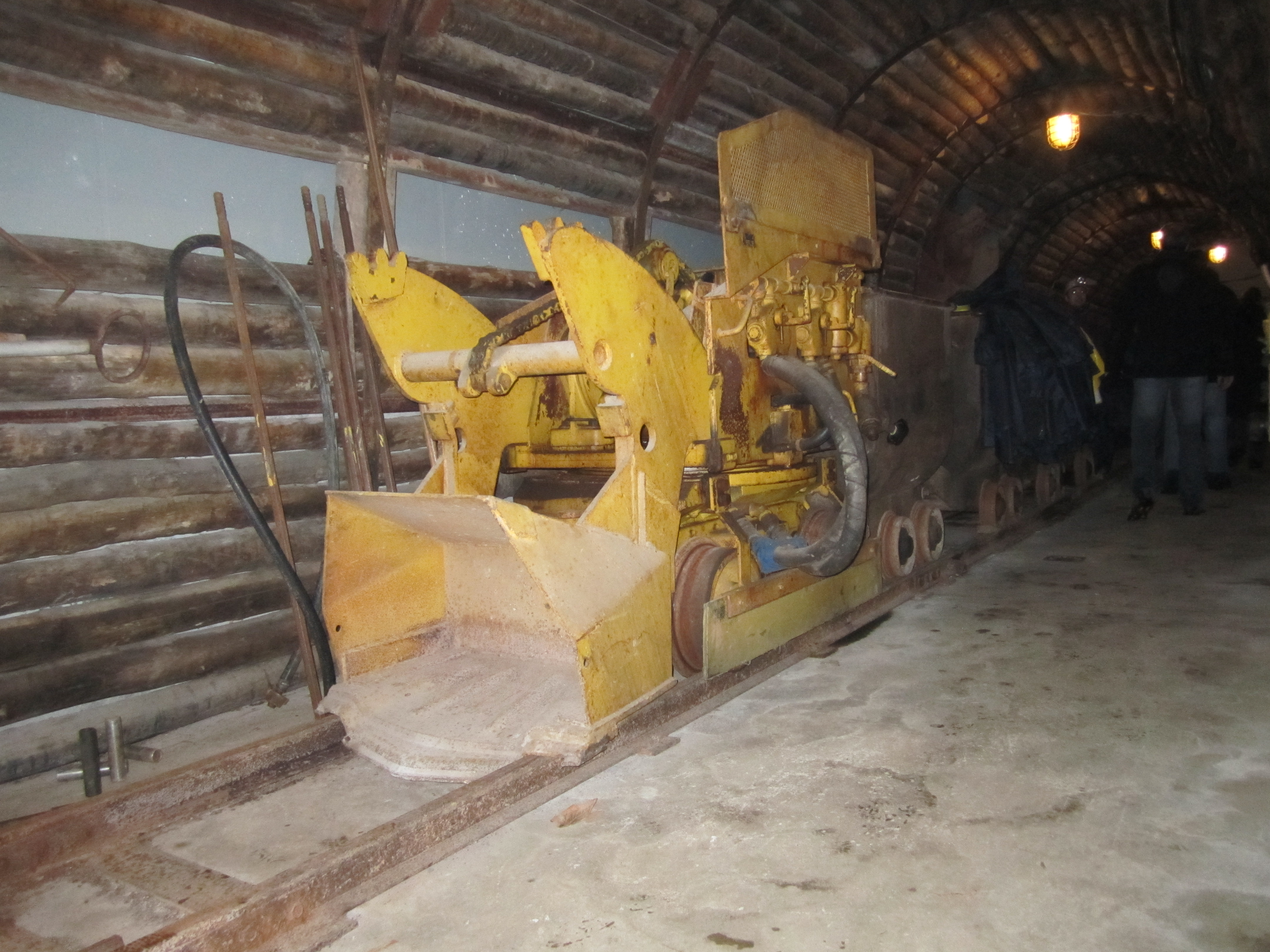
Überkopflader LWS 110 (Lader, Wurfschaufel, 110l Schaufelinhalt)

#### PML-Baureihe
Zur Mechanisierung der Ladearbeit wurden 1949 die ersten Überkopflader vom Typ PML 3 nach sowjetischen Konstruktionszeichnungen gebaut. Der Einsatz dieser technisch nicht ausgereiften Maschinen war schwierig und musste mit der Zahlung von Prämien gefördert werden. In der Folge entstanden aufgrund ständiger Verbesserungen die Typen PML 4, PML 5, PML 17 und PML 17M. Ab 1954 wurde der neue Lader PML 63 gebaut. Zwischen 1950 und 1989 wurden 2200 Lader gebaut.
Der Lader hatte noch kein Trittbrett, sodass der Bediener daneben her laufen musste. Der Oberwagen musste noch mit der Hand geschwenkt werden.

#### PPN1 / LWS110 / LWS 160
Eine Verbesserung war der aus der Sowjetunion importierte PPN1. Dieser besaß ein Trittbrett und der Oberwagen konnte mechanisch geschwenkt werden. Beim BBA wurden ab 1978 die Lader LWS 160 und LWS 160/2 gebaut, die den PPN1 ablösten. Zwischen 1978 und 1989 wurden 500 Lader gebaut.

### Bunkerlader

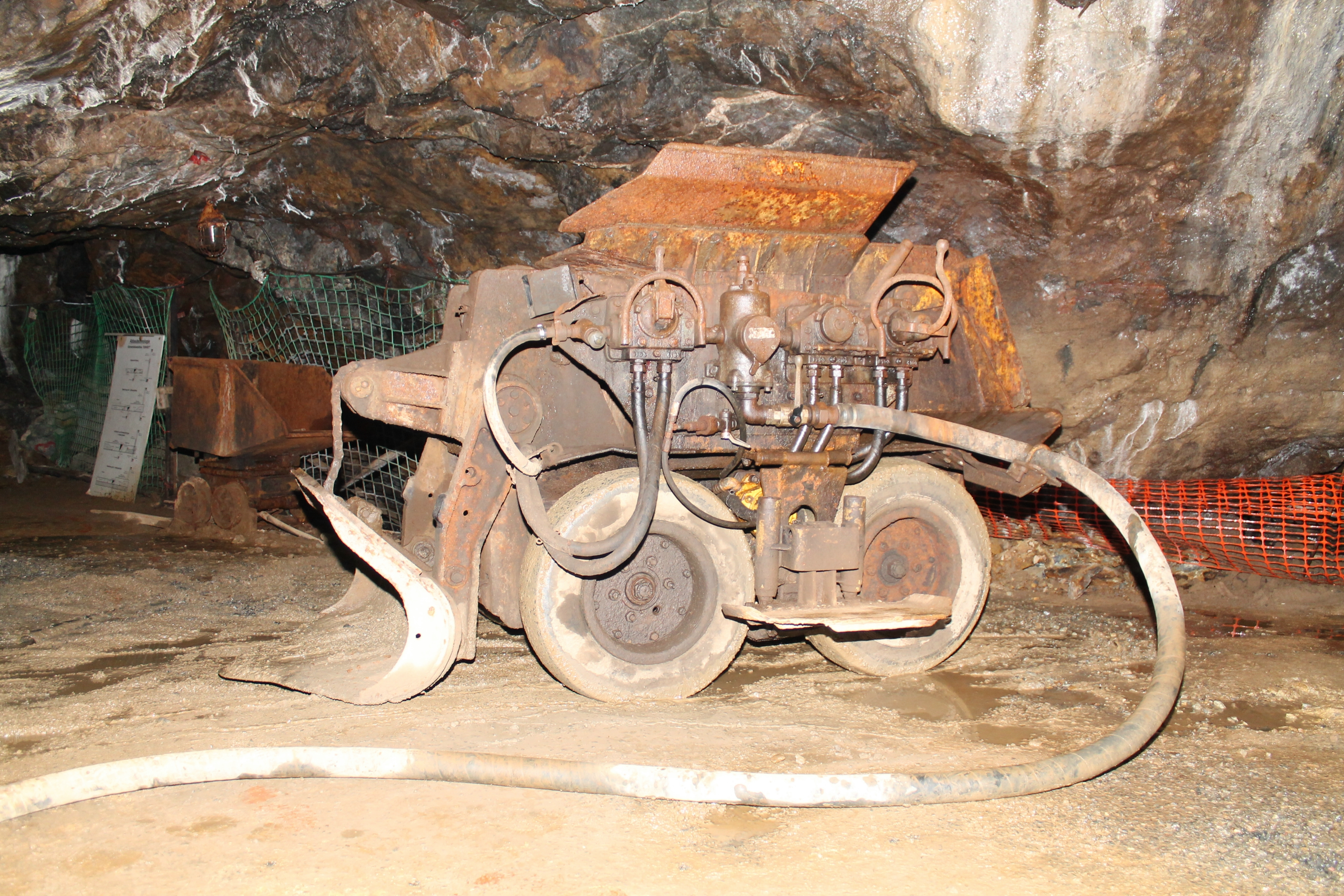
Bunkerlader LB 125/1000 (Lader, Bunker, 125 l Schaufelinhalt, 1000l Bunkerinhalt)

Beim Übergang zum gleislosen Betrieb bei Auffahrungen wurden andere Lademaschinen notwendig. So wurde ab 1969 der druckluftbetriebene Bunkerlader LB 125/1000 gebaut. Dieser wurde wahrscheinlich einem aus Schweden importierten Atlas Copco Cavo 310 nachempfunden. Von diesem Typ wurden zwischen 1969 und 1989 1200 Stück gebaut.
Von dem größeren LB 500/2000 wurden zwischen 1974 und 1989 80 Stück gebaut. Diese Lader kamen nicht nur bei der Wismut, sondern auch in anderen Bergbaubetrieben zum Einsatz.

### Radlader
Mit dem sinkenden Bedarf an Bergbaumaschinen begann man 1986 mit der Entwicklung eines Radladers für das Inland und den Export in die RGW-Staaten. Man ging von einem jährlichen Bedarf von 400 Radladern aus.
Im 2. Halbjahr 1990 wurde die Produktion aufgenommen. Bis zum Ende der Produktion im BBA wurden ca. 50 Maschinen der Typen RL 50, RL 100 und RL 200 unter der Bezeichnung WISCON gebaut und verkauft.
In einem Joint-Venture gründete die Belgische Firma Renders Trailers NV im Jahr 1992 die Renders International GmbH. Sitz des Unternehmens war das Gelände des Kraftfahrzeugreparaturbetriebes der Wismut, ehemals Wanderer-Werke-Chemnitz in Chemnitz-Siegmar. Hier wurden die Radlader unter der Bezeichnung Renders bis 2000 weiter gebaut.